# 팻 알버트
《팻 알버트》(Fat Albert)는 미국에서 제작된 조엘 즈윅 감독의 2004년 코미디, 가족, 판타지 영화이다. 1972년 필메이션 애니메이션 텔레비전 시리즈 Fat Albert and the Cosby Kids에 기반을 둔다. 케넌 톰슨 등이 주연으로 출연하였고 존 데이비스 등이 제작에 참여하였다.

## 출연

### 주연
- 케넌 톰슨
- 카일라 프랫

### 조연
- 쉐드랙 앤더슨 3세
- 저메인 윌리엄스
- 케이스 로빈슨
- 알폰소 맥올리
- 아론 프레이지어
- 마커스 휴스톤
- 다니아 라미레즈
- 오마리온

## 기타
- 공동제작: 제프리 스톳
- 미술: 니나 러스시오
- 의상: 프랜신 제이미슨 탠척
- Ass-PD: 알렉산더 H. 게이너
- 배역: 체민 실비아 버나드
- 배역: 모니카 스완